# 幸存者内疚
幸存者内疚（英語：survivor guilt/survivor's guilt），又称幸存者综合症（survivor syndrome/survivor's syndrome），是一个人认为从创伤性或悲剧性事件中幸存的自己是有过错的，因为自己幸存而感到困惑内疚，甚至宁愿自己也遭遇不幸的精神状况。
幸存者内疚的经历和表现将取决于个人的心理状况。当《精神疾病诊断与统计手册》第四版（DSM-IV）出版时，幸存者内疚感作为一个公认的特定诊断被删除，并重新定义为创伤后应激障碍（PTSD）的一个重要症状。常见于战斗、流行病、谋杀、自然灾害、强奸、恐怖主义、事故的幸存者和自杀死亡者的朋友、家人及目擊者，也可能存在于非致命情况下的幸存者中。

## 历史
幸存者内疚在1960年代首次被发现。研究人员在犹太人大屠杀的幸存者中发现了类似的状况。
华威大学的心理学家斯蒂芬·约瑟夫（Stephen Joseph）研究了自由企业先驱号翻船事件的幸存者，该事件导致459名乘客中的193人死亡。他的研究表明，60%的幸存者患有幸存者内疚。约瑟夫还得出幸存者内疚有三种类型：
1. 对其他人死亡时仍然活着感到内疚。
2. 对他们未能做的事情感到内疚。这些人经常遭受创伤后的“入侵”，因为他们一次又一次地重温事件。
3. 对他们所做的事情感到内疚，例如争夺争先恐后地越过他人逃跑。这些人通常想避免思考这场灾难。他们不想让人提起真正发生的事情。

幸存者有时会因为他人的死亡而责备自己，包括那些在拯救幸存者时死亡的人或幸存者试图挽救但失败的人。

## 延伸阅读
- Williams, T. (1988). Diagnosis and treatment of survivor guilt. In Human adaptation to extreme stress (pp. 319-336). Springer, Boston, MA. doi:10.1007/978-1-4899-0786-8_14